# Truecaller
TrueCaller es una aplicación para teléfonos inteligentes que tiene características de identificación de llamadas, bloqueo de llamadas, mensajería flash, grabación de llamadas (en Android hasta la versión 8), chat y voz a través de Internet. Requiere que los usuarios proporcionen un número de móvil celular estándar para registrarse en el servicio. La aplicación está disponible para Android e iOS.

## Historia
TrueCaller es desarrollado por True Software Scandinavia AB, una empresa privada con sede en Estocolmo (Suecia) fundada por Alan Mamedi y Nami Zarringhalam en 2009, pero la mayoría de sus empleados están en India. 
Se lanzó inicialmente en Symbian y Windows Mobile el 1 de julio de 2009. Se lanzó para Android y Apple iPhone el 23 de septiembre de 2009, para BlackBerry el 27 de febrero de 2012, para Windows Phone el 1 de marzo de 2012 y para Nokia Serie 40 el 3 de septiembre. 2012.
En septiembre de 2012 TrueCaller tenía cinco millones de usuarios  que realizaban 120 millones de búsquedas en la base de datos de números de teléfono cada mes. A partir del 22 de enero de 2013 TrueCaller alcanzó los 10 millones de usuarios. En enero de 2017 había alcanzado los 250 millones de usuarios en todo el mundo. A partir del 4 de febrero de 2020 superó los 200 millones de usuarios mensuales en todo el mundo de los cuales 150 millones eran de la India.
El 18 de septiembre de 2012 TechCrunch anunció  que OpenOcean, un fondo de capital de riesgo dirigido por antiguos ejecutivos de MySQL y Nokia (incluido Michael Widenius, fundador de MySQL), estaba invirtiendo 1,3 millones de dólares estadounidenses en TrueCaller para impulsar Alcance global de la aplicación. TrueCaller dijo que tenía la intención de utilizar la nueva financiación para ampliar su presencia en mercados clave, específicamente en América del Norte, Asia y Oriente Medio.
En febrero de 2014 TrueCaller recibió 18,8 millones de dólares en fondos de Sequoia Capital junto con el inversor existente OpenOcean, el presidente de TrueCaller, Stefan Lennhammer, y un inversor privado anónimo. También anunció una asociación con Yelp para usar los datos de la API de Yelp para ayudar a identificar los números comerciales cuando llaman a un teléfono inteligente. En octubre del mismo año, recibieron 60 millones de dólares de la firma de inversiones Atómico de Niklas Zennström y de Kleiner Perkins Caufield & Byers.
El 7 de julio de 2015 TrueCaller lanzó su aplicación de SMS denominada TrueMessenger exclusivamente en India. TrueMessenger permite a los usuarios identificar al remitente de los mensajes SMS. Este lanzamiento tenía como objetivo aumentar la base de usuarios de la empresa en India  que son la mayor parte de sus usuarios activos. TrueMessenger se integró en la aplicación TrueCaller en abril de 2017.
En diciembre de 2019 TrueCaller anunció que planea cotizar en bolsa en una oferta pública inicial en 2022. TrueCaller ha lanzado el Directorio de hospitales Covid teniendo en cuenta el aumento de casos de infección por coronavirus en India. A través de este directorio, los usuarios indios obtendrán información sobre el número de teléfono y la dirección del Hospital Covid.

## Problemas de seguridad y privacidad
El 17 de julio de 2013, los servidores TrueCaller fueron presuntamente pirateados por el Ejército Electrónico Sirio. E Hacking News informó que el grupo identificó 7 bases de datos confidenciales que afirmó haber exfiltrado, principalmente debido a una instalación de WordPress sin mantenimiento en los servidores. Las afirmaciones sobre el tamaño de las bases de datos fueron inconsistentes. El 18 de julio de 2013 TrueCaller emitió una declaración en su blog en la que afirmaba que su sitio web había sido pirateado pero afirmaba que el ataque no reveló ninguna contraseña ni información de la tarjeta de crédito.
En noviembre de 1019 el investigador de seguridad con sede en India Ehraz Ahmed descubrió una falla de seguridad que expuso los datos del usuario, así como la información del sistema y la ubicación. TrueCaller confirmó esta información y el error se solucionó de inmediato.